# Паменцин (Західнопоморське воєводство)
Паменцин (пол. Pamięcin) — село в Польщі, у гміні Реч Хощенського повіту Західнопоморського воєводства.
Населення — 121 особа (2011).
У 1975-1998 роках село належало до Гожовського воєводства.

## Демографія
Демографічна структура станом на 31 березня 2011 року:
|          | Загалом | Допрацездатний вік | Працездатний вік | Постпрацездатний вік |
| -------- | ------- | ------------------ | ---------------- | -------------------- |
| Чоловіки | 59      | 11                 | 45               | 3                    |
| Жінки    | 62      | 11                 | 41               | 10                   |
| Разом    | 121     | 22                 | 86               | 13                   |